# Bataille de Badr
Pour les articles homonymes, voir BADR.
Guerres entre musulmans et Quraychites
La bataille de Badr est un affrontement que la tradition islamique situe entre les villes de La Mecque et de Médine vers 624 (an 2 de l'Hégire) à la suite de l'Hégire, et qui oppose la tribu des Quraysh à Mahomet et ses compagnons (muhâjirûn, ansâr). Selon la tradition, Mahomet et trois cent de ses hommes, ayant décidé d'attaquer une riche caravane, se retrouvent face une armée d'un millier de Quraysh qu'ils dominent, y voyant le signe d'une intervention divine. La bataille marque le début de l'expansion des premières communautés musulmanes. Cette bataille est la seule explicitement nommée dans le Coran.

## Récit traditionnel de la bataille

### Contexte
Vers 622, Mahomet et plusieurs de ses compagnons (muhâjirûn) quittent la ville de La Mecque à la suite des violences qu'ils commencent à y subir de la part de la tribu des Quraysh, et s'installent à Yathrib (actuellement Médine), au cours de l'épisode de l'Hégire. Malgré les accords conclus dans la constitution de Médine, les muhâjirûn restent en marge de la vie socioéconomique locale et commencent à s'attaquer aux caravanes faisant du commerce à La Mecque.
Au printemps 624, une caravane quraychite quitte La Mecque pour rejoindre la Syrie comme chaque année, à laquelle s'associe également un convoi à destination de l'Irak. La caravane qui voyage en ce milieu de mois de ramadan est donc particulièrement riche, transportant une grande partie des revenus mecquois,. Elle est dirigée par un ennemi de Mahomet, le Quraychite Abû Sufyân.

### Mouvements avant la bataille
Les événements commencent lorsque Mahomet ordonne de prendre pour cible la caravane, après qu’il a reçu des informations selon lesquelles Kurz ibn Jabir al-Fihri a volé quelques troupeaux en pâture appartenant aux musulmans. Mahomet prend alors la tête d'un groupe de 70 compagnons, qui poursuivent Kurz ibn Jabir al-Fihri jusqu'à Safouan, dans la banlieue de Badr. Mais celui-ci parvient à leur échapper,,.
Mohamet rassemble alors une force d'environ 300 hommes issus de La Mecque (muhâjirûn) et de Médine (ansâr),. Abû Sufyân réussit à éviter l'affrontement pendant plusieurs jours. Pendant ce temps, Abu Jahl rassemble à La Mecque une force de 600 à 800 hommes pour défendre la caravane et éliminer Mahomet qui faisait obstacle au commerce mecquois. De leur côté, les hommes de Mahomet remplissent de sable les puits situés sur la route de la caravane, de façon à attirer l'armée adverse vers la localité de Badr pour combattre.

### Bataille

Mouvement des troupes quraychite et musulmane.

Les deux armées se retrouvent vers la localité de Badr (en), située entre Médine et La Mecque. Comme cela est la tradition, un combat opposant trois membres de chaque armée a lieu avant l'affrontement.
La bataille tourne à l'avantage de l'armée de Mahomet, malgré leur infériorité numérique face au millier de combattants Quraysh. Elle aurait fait 70 morts du côté mecquois (dont Abu Jahl) et seulement 14 de l'autre, qui aurait en outre capturé 70 prisonniers. Ce succès fit beaucoup pour la réputation de Mahomet comme chef de guerre, grâce au butin qu'il rapporta.

### Conséquences humaines

#### Morts
Lorsque la bataille s’acheva, les corps des Quraychites furent enterrés dans une fosse commune.

#### Prisonniers
Le sort des prisonniers "polythéistes" (selon une définition coranique) fit l'objet de divergences entre les sahaba. Abou Bakr suggéra de les épargner, Omar de les tuer et Abdullah ibn Rawaha de les brûler vifs. Mahomet loua ces trois propositions, voyant dans celle d'Abou Bakr les qualités d'Ibrahim et de ʿĪsā, dans celle d'Omar les qualités de Moussa, et dans celle d'Abdullah ibn Rawaha, les qualités de Nûh. À chaque fois, il cita des passages du Coran pour justifier ces dires. Finalement il décida de favoriser la position d'Abou Bakr : les prisonniers furent traités humainement,, et libérés après le paiement d'une rançon ou, pour certains d'entre-eux, à condition d'apprendre à dix personnes comment lire et écrire, ; mais il regretta son choix,.

#### Exécution de Oqba ibn Abi Mouait et Nadr ibn al-Harith
Deux des prisonniers capturés à Badr, à savoir Oqba ibn Abi Mouait (en) et le médecin arabe païen Nadr ibn al-Harith (en), auraient été exécutés sur ordre de Mahomet.
Selon de nombreux témoignages jugés fiables par les musulmans sunnites, Oqba ibn Abi Mouait n’a pas été exécuté, mais a été tué lors des combats sur le champ de bataille à Badr et faisait partie des chefs qurayshites dont les cadavres ont été enterrés dans la fosse commune,,.
L'exécution de Nadr ibn al-Harith est également débattue, bien que retenue par Ibn Kathir dans son interprétation (tafsir) du verset 31 de la sourate 8. Des récits mentionnent l'exécution de Nadr par Ali, mais sans chaîne de transmission. D'autres textes font état de l’exécution de Nadr ibn al-Harith, mais sont mis en doute car leur chaîne de transmission est « mursal », c'est-à-dire qu'elle ne remonte jusqu'à Mahomet ou à ses compagnons. D'autres versions qui évoquent l'exécution de Nadr ibn al-Harith ont des chaînes de transmissions qui remontent jusqu'aux compagnons du prophète (ibn Abbas, Ali), mais sont parfois considérées inauthentiques par la présence de narrateurs inconnus, ou non fiables. Enfin, certains d'entre eux diffèrent quant à l'identité du bourreau de Nadr ibn al-Harith. À l'opposé des précédents récits, Ibn Sallâm al-Jumahî affirme que Nadr ibn al-Harith est mort naturellement, par refus de se nourrir en prison. 
À la suite de la mort de Nadr ibn al-Harith, la tradition attribue à sa sœur Qutayla ukht al-Nadr (en), poétesse arabe du VIIe siècle, un poème évoquant la douleur qu'elle éprouve à la mort de son frère et les liens qu'il a pu avoir avec Mohamet.

## Historicité
Depuis les années 1970, un certain nombre de sources jusque là considérées comme historiquement fiables (e.g. hadîths, compilation d'Othman ibn Affan, etc.) sont fortement remises en doute.

## Importance historique
La bataille de Badr marque le passage d'une posture défensive à une posture d'expansion de la part des premières communautés musulmanes. Croyant à l'intervention divine lors de la bataille, les musulmans n'hésitèrent plus à contester la domination Quraysh, jusqu'à la reddition de La Mecque en 630 après des années de conflits.

## Dans les sources coraniques

### Dans le Coran
La bataille de Badr est l'une des rares batailles explicitement décrites dans le Coran.
Elle est la seule bataille qui y est mentionnée nommément, dans la sourate 3 « Al-Imran », dans le cadre d'une comparaison avec la bataille d'Uhud : « 123. Allah vous a donné la victoire, à Badr, alors que vous étiez humiliés. [...] ».
La bataille de Badr est également mentionnée dans la sourate 8 « Al-Anfal », qui détaille le comportement et les opérations militaires. « Al-Anfal » signifie « le butin » et fait référence à la discussion d'après-guerre au sein de l'armée musulmane sur la manière de diviser le pillage de l'armée Quraychite. Bien que la sourate ne nomme pas Badr, elle décrit la bataille, et on pense généralement que plusieurs de ces versets datent de la bataille ou peu après[réf. nécessaire].

### Dans la Chronique de Tabari
Dans son Histoire des prophètes et des rois, Tabari donne un récit de la bataille de Badr :

« Pendant qu'ils parlaient ainsi, jibril vint avec mille anges, se présenta au prophète et lui dit : « Sois content ; Dieu m'a envoyé à ton secours avec mille anges. » Puis il lui récita ce verset du Coran :
« Le jour où vous demandiez l'assistance de votre Seigneur, il vous exauça. Je vous assisterai, dit-il, de mille anges se suivant les uns les autres ».
Le Prophète dit : « Ô mon frère Gabriel, mille anges ! »
Gabriel dit : « Trois mille, Ô Mohammed. »
– « Trois mille ! » répéta le Prophète.
– « Oui, cinq mille », répliqua Gabriel.
Aussitôt le prophète sortit en courant de la cabane pour porter aux musulmans cette bonne nouvelle. Il cria à haute voix : « Dieu a envoyé trois mille anges à votre secours. »
Ils répétèrent dans leur joie : « Trois mille ! »
– « Oui, cinq mille », répliqua le prophète.
Ensuite Gabriel récita au prophète le verset suivant :
« Dieu vous a secourus à Badr, car vous étiez faibles… Alors tu disais aux fidèles : « Ne vous suffit-il pas que votre Seigneur vous assiste de trois mille anges ? » »
Le prophète récita le verset aux fidèles. Il vit comment les anges, tenant dans leurs mains des bâtons, se mettaient en ligne avec les musulmans. Dieu leur avait ordonné de se tenir dans les rangs des musulmans ; car moi, leur dit-il, j'ai jeté la crainte dans les cœurs des infidèles, et vous, frappez-les sur la tête, sur le cou et sur tout le corps. Il est dit dans le Coran :
« Ton Seigneur dit aux anges : Je suis avec vous »

Lorsque les anges se disposèrent à charger l'armée impie, le Prophète ramassa une poignée de poussière et la jeta contre les infidèles, en disant : « Que vos faces soient confondues ! » Dieu commanda au vent de porter cette poussière aux yeux des infidèles, qui en furent aveuglés. Chargés par les anges, qui étaient en avant des fidèles, ils se mirent à fuir. Les anges les poursuivirent, les frappèrent de leurs bâtons et les firent tomber. Chaque coup qu'un ange portait à un infidèle lui brisait tous les os de son corps, depuis la tête jusqu'aux pieds, et lui rompait les veines et les nerfs ; l'homme tombait et remuait convulsivement, sans qu'aucune blessure fût visible sur son corps, et sans que son sang coulât. Quand les fidèles arrivaient, ils attaquaient les hommes ainsi frappés, leur faisaient des blessures et faisaient couler leur sang. Les compagnons du Prophète ont raconté : Il y eut des hommes dont la tête fut séparée du corps et la nuque brisée avant que notre épée les eût atteints. Il y en avait d'autres qui, lorsque nous les attaquâmes, étaient étendus par terre, agonisant, mais sans blessure. Leurs corps étaient brisés, mais la vie ne les avait pas encore quittés. Nous reconnûmes que cela n'était pas de notre fait, mais l'œuvre de Dieu. Il est dit, en effet, dans le Coran :
« Ce n'est pas vous qui les avez tués, mais Dieu ; ce n'est pas toi qui as jeté la poussière, mais Dieu » »

— Tabari, Op. cit., vol. II, « Mohammed, le sceau des prophètes », p. 137-176.

## Dans la culture
- 1976 : Le Message (Al-risâlah), film de Moustapha Akkad
- 2012 : Omar de Hatem Ali (en), série télévisée marocaine